# Fala kulombowska
Fala kulombowska, kulombowska funkcja falowa – matematyczne rozwiązanie równania falowego Coulomba, używane w mechanice kwantowej do opisu elektrycznie naładowanych cząstek poruszających się w obszarze potencjału kulombowskiego. Jej nazwa pochodzi od Charlesa Coulomba, twórcy prawa Coulomba. Ogólna postać fali kulombowskiej może być zapisana przy pomocy funkcji specjalnych.

## Równanie falowe Coulomba
Równaniem falowym Coulomba nazywane jest równanie Schrödingera niezależne od czasu opisujące naładowaną cząstkę w obszarze potencjału kulombowskiego wytwarzanego przez ładunek punktowy
{\displaystyle \left(-\hbar ^{2}{\frac {\nabla ^{2}}{2m}}+{\frac {Z_{1}Z_{2}\hbar c\alpha }{r}}\right)\psi _{\vec {k}}({\vec {r}})={\frac {\hbar ^{2}k^{2}}{2m}}\psi _{\vec {k}}({\vec {r}}),}
gdzie:
{\displaystyle Z_{1}} i {\displaystyle Z_{2}} – ładunki poruszającej się cząstki oraz źródła potencjału,
{\displaystyle {\vec {k}}} – wektor falowy cząstki,
{\displaystyle \alpha } – stała struktury subtelnej,
{\displaystyle c} – prędkość światła.
Wyrażenie {\displaystyle \hbar ^{2}k^{2}/(2m)} opisuje energię cząstki i jest tożsame z wyrażeniem na energię cząstki swobodnej, ponieważ równanie falowe Coulomba opisuje stan niezwiązany kulombowsko.
Równanie to można rozwiązać przechodząc do współrzędnych eliptycznych, w których
{\displaystyle \xi =r+{\vec {r}}\cdot {\hat {k}},\quad \zeta =r-{\vec {r}}\cdot {\hat {k}}\qquad ({\hat {k}}={\vec {k}}/k).}
Jego rozwiązanie zależy od zastosowanych warunków brzegowych. Stosując warunki brzegowe, przy których dla dostatecznie dużych odległości pomiędzy cząstką a źródłem potencjału funkcja falowa cząstki ma asymptotykę fali płaskiej
{\displaystyle \psi _{\vec {k}}^{(\pm )}({\vec {r}})\to e^{i{\vec {k}}\cdot {\vec {r}}}\qquad ({\vec {k}}\cdot {\vec {r}}\to \pm \infty ),}
otrzymuje się dwa rozwiązania
{\displaystyle \psi _{\vec {k}}^{(\pm )}({\vec {r}})=\Gamma (1\pm i\eta )e^{-\pi \eta /2}e^{i{\vec {k}}\cdot {\vec {r}}}M(\mp i\eta ,1,\pm ikr-i{\vec {k}}\cdot {\vec {r}}),}
gdzie:
{\displaystyle \Gamma (z)} – funkcja gamma,
{\displaystyle M(a,b,z)} – funkcja Whittakera (konfluentna funkcja hipergeometryczna pierwszego rodzaju),
{\displaystyle \eta =Zmc\alpha /(\hbar k).}
Dwa możliwe znaki opisują stany cząstki odpowiednio zbliżającej się lub oddalającej się od źródła pola; rozwiązania te są ze sobą związane relacją
{\displaystyle \psi _{\vec {k}}^{(+)}=\psi _{-{\vec {k}}}^{(-)*}.}

### Rozkład na fale parcjalne
Fala kulombowska może być przedstawiona w postaci rozwinięcia na harmoniki sferyczne przemnożone przez odpowiadające im funkcje radialne (zależne wyłącznie od odległości) {\displaystyle w_{\ell }(\eta ,kr)}
{\displaystyle \psi _{\vec {k}}({\vec {r}})={\frac {4\pi }{r}}\sum _{\ell =0}^{\infty }\sum _{m=-\ell }^{\ell }i^{\ell }w_{\ell }(\eta ,kr)Y_{\ell }^{m}({\hat {r}})Y_{\ell }^{m\ast }({\hat {k}}),}
podobnie jak ma się to w przypadku rozwinięcia na harmoniki sferyczne fali płaskiej (rolę funkcji radialnych spełniają w tym przypadku sferyczne funkcje Bessela).
{\displaystyle e^{i{\vec {k}}\cdot {\vec {r}}}=4\pi \sum _{\ell =0}^{\infty }\sum _{m=-\ell }^{\ell }i^{\ell }j_{\ell }(kr)Y_{\ell }^{m}{}({\hat {r}})Y_{\ell }^{m*}({\hat {k}}).}
Wyrażenie na poszczególną falę parcjalną można otrzymać poprzez iloczyn skalarny fali kulombowskiej i harmoniki sferycznej odpowiadającej danej składowej
{\displaystyle \psi _{k\ell m}({\vec {r}})=\int \psi _{\vec {k}}({\vec {r}})Y_{\ell }^{m}({\hat {k}})d{\hat {k}}=R_{k\ell }(r)Y_{\ell }^{m}({\hat {r}}),}
{\displaystyle R_{k\ell }(r)=4\pi i^{\ell }w_{\ell }(\eta ,\rho )/r.}
Poszczególne fale parcjalne można także uzyskać poprzez rozwiązanie zmodyfikowanego równania falowego Coulomba, w którym laplasjan zapisano we współrzędnych sferycznych, a całe równanie wyrzutowano na moment pędu {\displaystyle \ell } odpowiadający danej harmonice sferycznej
{\displaystyle {\frac {d^{2}w_{\ell }}{d\rho ^{2}}}+\left(1-{\frac {2\eta }{\rho }}-{\frac {\ell (\ell +1)}{\rho ^{2}}}\right)w_{\ell }=0,}
gdzie {\displaystyle \rho =kr.} Rozwiązania tego równania noszą także nazwę sferycznych funkcji kulombowskich.

## Własności fal kulombowskich
Ponieważ fale kulombowskie opisują stany należące do spektrum ciągłego hamiltonianu (wektor falowy może przyjmować dowolną wartość), nie są całkowalne w kwadracie, a więc i normalizowalne. Ortonormalne są jednak ich składowe radialne odpowiadające temu samemu momentowi pędu. Funkcje {\displaystyle R_{k\ell }(r)} zdefiniowane w poprzednim rozdziale są ortonormalne w postaci
{\displaystyle {\frac {k^{2}}{(2\pi )^{3}}}\int _{0}^{\infty }R_{k\ell }^{\ast }(r)R_{k'\ell }(r)r^{2}dr=\delta (k-k').}
W przypadku atomów i molekuł, fale kulombowskie stanowią wektory własne hamiltonianu (atomowego lub molekularnego) z dodatnimi wartościami własnymi (wartościami energii). Z tego powodu są ortogonalne do wszystkich stanów związanych
{\displaystyle \int _{0}^{\infty }R_{k\ell }^{\ast }(r)R_{n\ell }(r)r^{2}dr=0.}
W przypadku atomu wodoru stany związane (orbitale) i niezwiązane kulombowsko tworzą razem bazę zupełną w przestrzeni Hilberta.

## Zastosowanie fal kulombowskich
Fale kulombowskie zostały wprowadzone latach 30. XX wieku do opisu rozpraszania naładowanych cząstek pod wpływem odpychania kulombowskiego. Znajdują zastosowane w fizyce atomowej i chemii kwantowej, m.in. w opisie procesów fotojonizacji i generacji wyższych harmonik przez atomy i molekuły w silnych polach laserowych.